# Архиепархия Кёльна
Архиепархия Кёльна (лат. Archidioecesis Coloniensis) — архиепархия Римско-католической церкви с центром в городе Кёльн, Германия. Архиепархия Кёльна является крупнейшей католической архиепархией Германии. В митрополию Кёльна входят епархии Аахена, Лимбурга, Мюнстера, Трира и Эссена. Кафедральным собором архиепархии Кёльна является церковь святого Петра и святой Марии.

## История

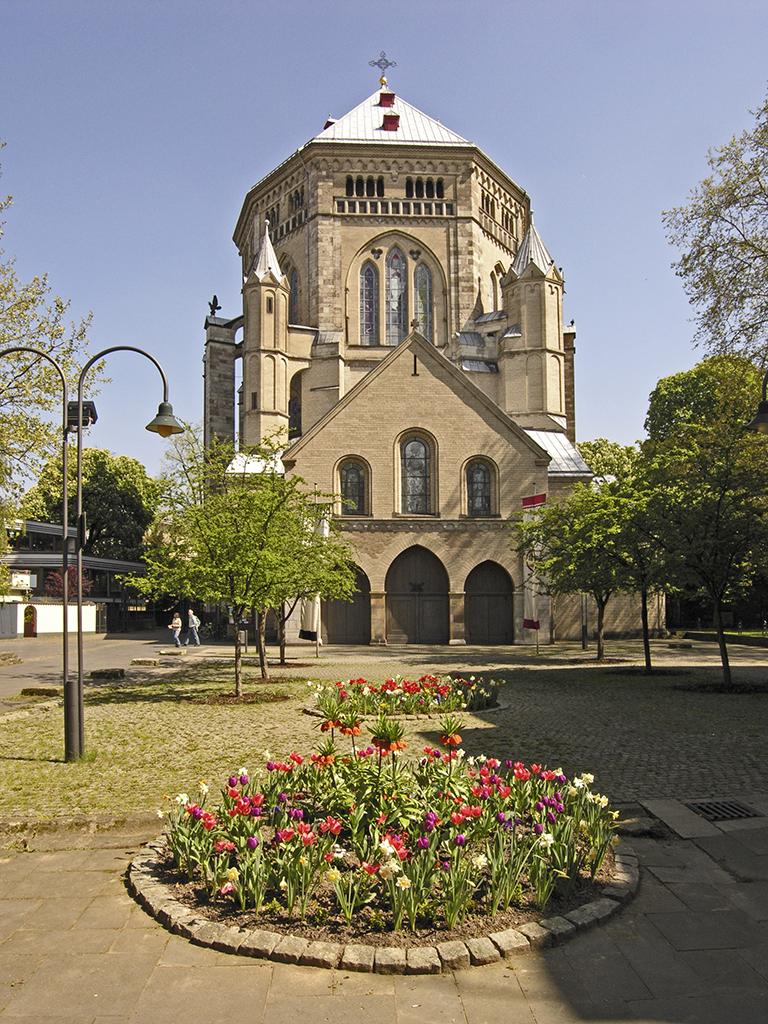
Церковь Святого Гереона, Кёльн, самая старая церковь в Германии (IV век)

Епархия Кёльна была образована во втором веке. В VIII веке она была возведена в ранг архиепархии.
1 ноября 787 года архиепархия Кёльна передала часть своей территории епархии Бремы, которая была упразднена в 1648 году. В 1288 году, когда Кёльн стал свободным городом, кафедра архиепархии Кёльна была переведена в Бонн. В 1357 году архиепископ Кёльна стал курфюрстом. Кёльнское курфюршество было одним из крупнейших церковных княжеств Священной Римский империи.
В 1795 году часть территория Кёльнского архиепископства, расположенная по левому берегу Рейна, была занята революционной Францией и в 1801 году была окончательно ею аннексирована. В 1803 году после Германской медиатизации Кёльнское княжество вошло в состав княжества Гессен-Дармштадт.
В 1824 году кафедра архиепархии была перенесена в Кёльн.
В 1921 году при епархии создан исторический архив.

## Ординарии архиепархии

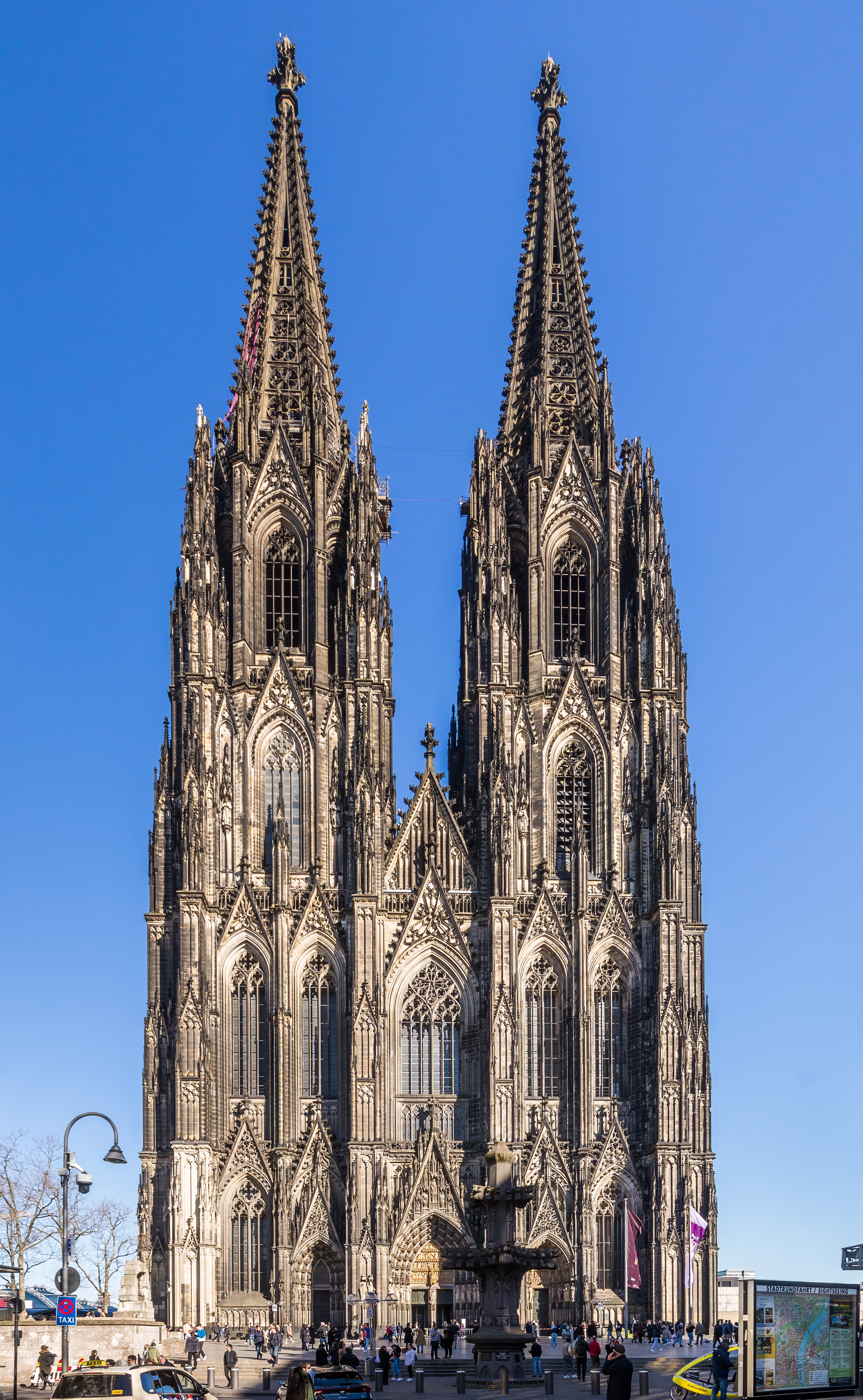
Собор святого Петра и святой Марии, Кёльн, Германия

- архиепископ Фердинанд Август фон Шигель (24 декабря 1824 — 2 августа 1835);
- архиепископ Клеменс Август Дросте цу Вишеринг (1 декабря 1835 — 19 октября 1845);
- кардинал Иоганн фон Гайсель (19 октября 1845 — 8 сентября 1864);
- кардинал Пауль Лудольф Мельхерс (8 января 1866 — 3 июля 1885);
- кардинал Филипп Кременц (30 июня 1885 — 6 мая 1899);
- архиепископ Губерт Теофил Зимар (24 октября 1899 — 24 мая 1902);
- кардинал Антон Хуберт Фишер (6 ноября 1902 — 30 июля 1912);
- кардинал Феликс фон Хартманн (29 октября 1912 — 11 ноября 1919);
- кардинал Карл Йозеф Шульте (8 марта 1920 — 11 марта 1941);
- кардинал Йозеф Фрингс (1 мая 1942 — 10 февраля 1969);
- кардинал Йозеф Хёффнер (24 февраля 1969 — 14 сентября 1987);
- кардинал Йоахим Майснер (20 декабря 1988 — 28 февраля 2014);
- кардинал Райнер Мария Вёльки (11 июля 2014 — по настоящее время).

## Вспомогательные епископы
- Доминик Швадерлапп
- Манфред Мелцер
- Ансгар Пуфф

## Источник
- Annuario Pontificio, Ватикан, 2007